# José María Puig de Samper
José María Puig de Samper (Valencia, 8 de diciembre de 1753-Madrid, 25 de noviembre de 1834)  fue un magistrado y jurista español, especialmente relevante en el reinado de Fernando VII.

## Biografía
Era hijo de José Ignacio Puig de Samper y Pastor y de Manuela Doménech y Alavés.
Desde 1777 y hasta diez años después ejercería como abogado. En 1787 comienza su carrera en la magistratura, en la Audiencia de Mallorca. En 1794 sería nombrado regente de la Audiencia de Aragón. En 1799 pasó a presidir la Real Chancillería de Granada. 
En 1800 sería nombrado consejero del Consejo Real de Castilla por Carlos IV. Durante la primera década del siglo tuvo un papel destacado en asegurar el cumplimiento de la cédula de 1787 que mandaba desarrollar cementerios ventilados en las poblaciones. En 1807 recibiría los honores de consejero de la Cámara de Castilla.
Juraría fidelidad a José I Bonaparte en 1809. Sin embargo, en 1810 forma parte como suplente del Consejo de Regencia establecido por las Cortes de Cádiz. En 1812 sería suprimido el Consejo de Castilla junto con el resto de consejos.
Tras la vuelta de Fernando VII y el restablecimiento del Consejo de Castilla, sería reintegrado a este junto con el resto de 25 consejeros que existían en 1808. Volvió a ocuparse del establecimiento de cementerios ventilados, especialmente en las diócesis de Lérida y Tortosa. El 5 de mayo de 1819 sería nombrado consejero de la Cámara de Castilla.
En 1820 durante el Trienio Liberal se suprimieron los consejos y se creó el Supremo Tribunal de Justicia, al que se integró José María Puig. Tras el fin de este período en 1823, y el restablecimiento definitivo del Consejo de Castilla, se reintegró en este. Por decreto de 20 de febrero de 1824 fue jubilado, aunque el 11 de marzo de 1826 le reincorporó como consejero de Castilla y de su Cámara. En este período ocupó el cargo de presidente del Honrado Concejo de la Mesta.
Tras la creación del Banco de San Fernando en 1829, a partir del antiguo Banco de San Carlos, se nombró a Puig comisario regio de este.
El 29 de marzo de 1830 fue firmante de la publicación de la Pragmática Sanción de 1789 que restablecía la regulación sucesoria anterior a 1713. En esta época también sería consejero honorario del Consejo de Estado. El 7 de febrero de 1830 llegaría a ser decano del Consejo de Castilla, con carácter interino, al ser decano de este y haber fallecido su presidente, Bernardo de Riego. Dejaría de ser interino el 1 de octubre de 1832, para ser finalmente jubilado el 14 de diciembre de ese mismo año. Le sustituyó el militar Francisco Javier Castaños.
De acuerdo con el testamento de Fernando VII formó parte, tras la muerte de este, del Consejo de Gobierno. Este órgano tenía un carácter consultivo y estaba destinado a la emisión de informes sobre aquellos temas que le fueran sometidos. Además fue nombrado Prócer del Reino por la reina gobernadora María Cristina y de acuerdo con el Estatuto Real promulgado en 1834.
Murió el 25 de noviembre de 1834.

## Matrimonio e hijos
Contrajo matrimonio en tres ocasiones. En 1783 se casaría con Basilia Solera y Pérez de Lema, con la que tendría cinco hijos:
1. José María (1786-¿?), consejero de Castilla,
2. María Francisca (1789-¿?) que casó con Leonardo Galindo;
3. Manuel María (1793-¿?), caballero de justicia de la Orden de San Juan;
4. Basilia María (1794-¿?), casada con Juan Antonio Zanón; y
5. Juan María, subteniente de Artillería.
6. Vicente (¿?-¿?), Ministro de la real audiencia de Valladolid

A principios del siglo XIX, contraería un segundo matrimonio con Rafaela de Aguirre y Rosales, con quien tendría una hija María de las Mercedes (c. 1804-1810).
Por último, el 11 de diciembre de 1814, en Madrid, se desposó con María de los Dolores Aguirre y Rosales.

## Órdenes
- Caballero gran cruz de la Orden de Isabel la Católica. (1832)[3]
- Caballero pensionado de la Orden de Carlos III.

| Predecesor: Bernardo de Riega | Presidente del Consejo de Castilla 7 de febrero de 1830-14 de diciembre de 1832 | Sucesor: Francisco Javier Castaños |

### Individuales
1. ↑  Gómez Rivero, Ricardo (2004). «Consejeros de Castilla catalanes (1788-1834)». Ius fugit: Revista interdisciplinar de estudios histórico-jurídicos (13): 309-330. ISSN 1132-8975. Consultado el 23 de julio de 2022.
2. ↑  «Kalendario manual y guía de forasteros en Madrid para 1836». Kalendario manual y guía de forasteros en Madrid: 73. 1836.
3. ↑  «Kalendario manual y guía de forasteros en Madrid para 1836». Kalendario manual y guía de forasteros en Madrid: 61. 1836.